# Delma grayii
Delma grayii är en ödleart som beskrevs av Smith 1849. Delma grayii ingår i släktet Delma och familjen fenfotingar. Inga underarter finns listade i Catalogue of Life.
Arten förekommer i delstaten Western Australia i Australien. Honor lägger ägg.